# Universidad de Essex
La Universidad de Essex fue fundada en 1965 y es hoy en día una de las universidades británicas mejor reconocidas por su enseñanza e investigación. En muchos de los ejercicios evaluativos nacionales la Universidad de Essex ha sido colocada entre las doce mejores instituciones del país por la calidad de su investigación. La Universidad también ha sido muy bien catalogada en evaluaciones gubernamentales por la calidad de su enseñanza. 
La Universidad está organizada en 17 departamentos académicos que ofrecen licenciaturas y cursos de postgrado en Artes y Humanidades, Ciencias Sociales, Ciencias e Ingeniería, y Leyes. Cuenta con una Escuela de Graduados que alberga a 2210 estudiantes de un total de 8780 alumnos. 
La Universidad está situada en las 80 hectáreas del parque Wivenhoe en Colchester, el pueblo más antiguo registrado en los archivos de Gran Bretaña, y que se encuentra a una hora de Londres, del aeropuerto de Stansted y de los puertos internacionales de Harwich y Felixstowe respectivamente. 
De acuerdo a los parámetros oficiales de las universidades británicas, los departamentos de Gobierno, Economía y Sociología están considerados como de los mejores del país, siendo el Departamento de Gobierno de la Universidad de Essex el mejor de toda Europa y uno de los mejores del mundo; estableciendo así a Essex como el principal centro de estudios sociales en todo el Reino Unido.
El origen del cuerpo estudiantil es muy variado: 
Un 62% son de Gran Bretaña.

Un 10% son de otros países europeos.

Un 28% son de fuera de la Unión Europea.

Generalmente a los estudiantes extranjeros se les ofrece alojamiento durante todo el curso.

## Estructura
La universidad está estructurada en tres facultades que comprenden 21 escuelas y departamentos, en las áreas de 1) Ciencia y Salud, 2) Ciencias Sociales y 3) Humanidades.

### Facultades
Facultad de Ciencias y Salud
- Escuela de Salud y Servicios Sociales
- Escuela de Ciencias de la Computación e Ingeniería Electrónica
- Departamento de Psicología
- Escuela del Deporte, Rehabilitación, y Educación Física
- Escuela de Ciencias Biológicas
- Departamento de Ciencias Matemáticas

Facultad de Humanidades
- Escuela de Derecho
- Escuela de Hostelería, Edge Hotel School
- Departamento de Literatura, Cine y Estudios Teatrales
- Escuela de Actores, East 15 Acting School
- Departamento de Historia
- Departamento de estudios preuniversitarios, Essex Pathways
- Escuela de Filolosofía e Historia del Arte

Facultad de Ciencias Sociales
- Departamento de Sociología
- Escuela de Negocios, Essex Bussiness School
- Departamento de Ciencias Económicas
- Departamento de Gobierno y Ciencia Política
- Departamento de Lenguas y Lingüística
- Departamento de Ciencia Psicosocial y Psicoanalítica
- Instituto de Investigación Social y Económica
- Archivo de Datos del Reino Unido, UK Data Archive